# Wurzburgo Kickers
El Wurzburgo Kickers (en alemán y oficialmente Fußball-Club Würzburger Kickers e. V.) es un equipo de fútbol de Alemania que juega en la Regionalliga Bayern, la cuarta liga de fútbol en Alemania.

## Historia
Fue fundado el 17 de noviembre de 1907 en la ciudad de Wurzburgo y ha jugado la mayor parte de su historia en el lado desconocido de la región, logrando jugar en la Bezirkzliga Bayern en 3 temporadas, así como 2 apariciones en la Gauliga Bayern, una de las 16 ligas creadas en la reorganización del fútbol alemán durante el Tercer Reich.
Al terminar la Segunda Guerra Mundial formó parte de la Landesliga Bayern, ascendió a la Oberliga Bayern en la década de los años 1950 y entre 1960/1980 estuvieron en el tercer nivel del fútbol alemán, excepto en la temporada 1977/78 en la que jugaron en la 2. Bundesliga. Debido a problemas financieros descendieron a la Landesliga Bayern-Nord, que en 1994 se convertiría en el quinto nivel del fútbol alemán. Dos  difíciles temporadas entre 2002 y 2004 hicieron que                    m el club jugara en la Bezirksoberliga Unterfranken (VI), y más tarde en la Bezirksliga Unterfranken (VII), regresando a la Oberliga Bayern en la temporada 2007/08, en la que solo jugaron un año hasta su retorno en 2012, donde fueron uno de dos clubes que obtuvieron la licencia para jugar en la recién creada Regionalliga Bayern, subiendo del sexto al cuarto nivel sin pasar por el quinto nivel.
El día 24 de mayo del 2016, ascienden a la 2. Bundesliga después de 38 años de no participar en esta categoría; al derrotar en el partido de promoción al MSV Duisburgo; ganando en ambos partidos, el juego de ida haciendo de locales se impusieron 2:0, ampliando la ventaja en cancha visitante 2:1, para dar un global de 4:1, ganando así el boleto a la 2. Bundesliga. Pero un año después en la 2016/17, descienden a la 3. Liga junto con el Karlsruher SC.
En la temporada 2019-20 finalizan en segundo lugar de la 3. Bundesliga  y regresa a la segunda división tras tros años de absencia.

## Uniforme
| 2016-17 | 2018-19 | 2019-20 | 2020-21 |

## Palmarés
- Regionalliga Bayern: 1 (IV)

2014-15
- Bayernliga: 1 (III)

1977
- Landesliga Bayern-Nord: 3 (IV-V)

1990, 1997, 2012
- Bezirksoberliga Unterfranken: 1 (VI)

2005
- Bezirksliga Unterfranken: 1 (VII)

2004

## Temporadas recientes
Estas son las temporadas del club desde 1999:
| Temporada | Liga                         | División | Posición |
| 1999–2000 | Landesliga Bayern-Nord       | V        | 5º       |
| 2000–01   | Landesliga Bayern-Nord       | V        | 8º       |
| 2001–02   | Landesliga Bayern-Nord       | V        | 17º ↓    |
| 2002–03   | Bezirksoberliga Unterfranken | VI       | ↓        |
| 2003–04   | Bezirksliga Unterfranken     | VII      | 1º ↑     |
| 2004–05   | Bezirksoberliga Unterfranken | VI       | 1º ↑     |
| 2005–06   | Landesliga Bayern-Nord       | V        | 6º       |
| 2006–07   | Landesliga Bayern-Nord       | V        | 6º       |
| 2007–08   | Landesliga Bayern-Nord       | V        | 2º ↑     |
| 2008–09   | Oberliga Bayern              | V        | 18º ↓    |
| 2009–10   | Landesliga Bayern-Nord       | VI       | 5º       |
| 2010–11   | Landesliga Bayern-Nord       | VI       | 5º       |
| 2011–12   | Landesliga Bayern-Nord       | VI       | 1º ↑     |
| 2012–13   | Regionalliga Bayern          | IV       | 10º      |
| 2013–14   | Regionalliga Bayern          | IV       | 11°      |
| 2014–15   | Regionalliga Bayern          | IV       | 1° ↑     |
| 2015–16   | 3. Liga                      | III      | 3° ↑     |
| 2016–17   | 2. Bundesliga                | II       | 17° ↓    |
| 2017–18   | 3. Liga                      | III      | 5°       |
| 2018–19   | 3. Liga                      | III      | 5°       |
| 2019-20   | 3. Liga                      | III      | 2°↑      |

- Con la introducción de las Bezirksoberligas en 1988 como el nuevo quinto nivel por detrás de las Landesligas, todas las ligas bajaron un nivel. Con la introducción de las Regionalligas en 1994 y de la 3. Liga en 2008 como el nuevo tercer nivel por detrás de la 2. Bundesliga, todas las ligas bajaron un nivel. Con la creación de la Regionalliga Bayern como el nuevo cuarto nivel en Baviera en 2012, la Bayernliga fue dividida en las divisiones norte y sur, las Landesligas se expandieron de 3 a 5 y las Bezirksoberligas desaparecieron. Todas las ligas que estaban por debajo de las Bezirksligas subieron un nivel.

## Participación en la Copa de Alemania
| Temporada | Ronda | Fecha                   | Local              | Visitante              | Marcador         | Asistencia |
| 1978–79   | 1     | 4 de agosto de 1978     | SC Herford         | Würzburger Kickers     | 2–1              |            |
| 1980–81   | 1     | 30 de agosto de 1980    | Würzburger Kickers | TSV Hirschaid          | 2–1 Tiempo extra |            |
| 1980–81   | 2     | 4 de octubre de 1980    | Würzburger Kickers | Fortuna Düsseldorf     | 0–2              |            |
| 1981–82   | 1     | 28 de agosto de 1981    | SV Neckargerach    | Würzburger Kickers     | 4–2              |            |
| 2014–15   | 1     | 17 de agosto de 2014    | Würzburger Kickers | Fortuna Düsseldorf     | 3–2 aet          | 10,500     |
| 2014–15   | 2     | 28 de octubre de 2014   | Würzburger Kickers | Eintracht Braunschweig | 0–1              | 12,000     |
| 2015–16   | 1     | 8 de agosto de 2015     | Würzburger Kickers | SV Werder Bremen       | 0–2 aet          | 9,706      |
| 2016–17   | 1     | 20 de agosto de 2016    | Würzburger Kickers | Eintracht Braunschweig | 1–0 (a.e.t)      | 6,384      |
| 2016–17   | 2     | 25 de octubre de 2016   | Würzburger Kickers | TSV 1860 Munich        | 3–4              | 12,142     |
| 2017–18   | 1     | 12 de agosto de 2017    | Würzburger Kickers | SV Werder Bremen       | 0–3              | 8,090      |
| 2019–20   | 1     | 10 de agosto de 2019    | Würzburger Kickers | TSG 1899 Hoffenheim    | 4–5 (p)          | 10,000     |
| 2020–21   | 1     | 14 de setiembre de 2020 | Würzburger Kickers | Hannover 96            | 2–3              | 0          |
| 2021–22   | 1     | 8 de agosto de 2021     | Würzburger Kickers | SC Freiburg            | 0–1              | 2,820      |

Fuente:

## Rivalidades
Su principal rival es el otro equipo dominante de la ciudad, el Würzburger FV, con quien se han enfrentado en varias ocasiones, aunque solamente en 2 lo hicieron en el nivel profesional cuando formaban parte de la 2. Bundesliga en la temporada 1977/78. Y se ha mostrado una gran rivalidad frente al furth que ahora se encuentra en la Bundesliga

## Entrenadores
- Paul Gorski (1953-1954)
- Paul Seufert (1970-1972)
- Gerhard Strick (1972)
- Stefan Reisch (1972-1973)
- Richard Saller (1977)
- Lothar Emmerich (1978)
- Richard Saller (1978)
- Istvan Sztani (1978-1979)
- Erwin Markert (1979-1980)
- Bruno Werner (1988)
- Paul Hupp (1988-1993)
- Roland Gerber (1993-1994)
- Helmut Zoepffel (1994-1995)
- Paul Hupp (1995-1996)
- Roland Gerber (1996-1997)
- Reiner Geyer (1997-1998)
- Michael Hecht (1998)
- Claudiu Bozesan (1998)
- Rüdiger Mauder (2008-2009)
- Predrag Uzelac (2009)
- Dieter Wirsching (2009-2010)
- Anton Kramer (2010-2011)
- Dieter Wirsching (2011-2014)
- Bernd Hollerbach (2014-2017)
- Stephan Schmidt (2017)
- Michael Schiele (2017-2020)
- Marco Antwerpen (2020)
- Bernhard Trares (2020-2021)
- Ralf Santelli (2021-)